# Ihr Einsatz bitte
Ihr Einsatz bitte (Untertitel: Made in Germany) war eine Quizshow des ZDF, moderiert von Dieter Thomas Heck. Zwischen 1987 und 1990 entstanden 18 Sendungen.

## Inhalt
In der Show traten jeweils zwei deutsche Vereine gegeneinander an, beide wurden zu Beginn der Sendung durch Einspielfilme vorgestellt. An einem Pult saß in der Mitte der Moderator, rechts und links saßen jeweils zwei Vertreter der jeweiligen Teams. Dahinter saßen in drei Sitzreihen die restlichen Teammitglieder, die sich in den Spielrunden unter anderem durch das Zurufen von Lösungen einbringen konnten.
Die Spielrunden wurden durch Gesangseinlagen bekannter deutscher Interpreten aufgelockert. Da die jeweils an Donnerstagen um 19:30 Uhr ausgestrahlte Sendung auch von vielen Kindern gesehen wurde, gab es in der ersten Sendungshälfte ein spezielles Segment für jüngere Zuschauer.
In den Spielrunden ging es zum einen um Wissen; zum Beispiel möglichst viele Städte mit einem bestimmten Anfangsbuchstaben zu nennen. Zudem gab es Filmeinlagen ähnlich derer mit Hans Joachim Kulenkampff in Einer wird gewinnen, in deren unter anderem Pit Krüger, Edith Hancke und Wolfgang Völz auftraten und die Kandidaten Fehler finden mussten. Es gab aber auch Sportspiele wie Elfmeterschießen. Alle Spiele einte, dass sie sich um das Thema „Made in Germany“ drehten. Der in der Sendung erspielte Erlös ging an die Hans-Rosenthal-Stiftung, dessen Sendeplatz am Donnerstagabend  Ihr Einsatz bitte nach dem Tode Rosenthals im Wechsel mit anderen Shows übernommen hatte. Barbara Sichtermann attestierte der Show 1987 in einer Kritik in Die Zeit einen plumpen Chauvinismus.
Für die musikalische Liveuntermalung der Sendung sorgte Ady Zehnpfennig. Assistentin im Studio war Monika Sundermann. Als Autor wirkte Jacky Dreksler.

## Laufzeit
Die Sendung wurde zum ersten Mal am 16. April 1987 gesendet. Bis 1990 wurden 18 Folgen jeweils an einem Donnerstagabend ausgestrahlt.